# Mariana Rewerski
Mariana Rewerski (* Buenos Aires) je argentinská zpěvačka, mezzosopranistka.

## Život
Studovala zpěv, hru na klavír a dirigování na konzervatoři a akademii při Teatro Colón v Buenos Aires. Nakonec se rozhodla pro kariéru zpěvačky. Absolvovala kurzy u Montserrat Caballé, Reri Grist či Thomase Hampsona. V roce 1995 debutovala na scéně Teatro Colón v Buenos Aires.

## Nahrávky s Collegiem 1704
- 2008 Jan Dismas Zelenka: Il Penitenti al Sepolcro del Redentore. Magdalena
- 2009 Georg Friedrich Händel: Rinaldo, Národní divadlo Praha, pemiéra 4. dubna 2009, role: Rinaldo[1]